# 土瓜狼毒
土瓜狼毒（学名：Euphorbia prolifera）是大戟科大戟属的植物。分布在巴基斯坦、喜马拉雅、泰国、印度以及中国大陆的贵州、云南、四川等地，生长于海拔500米至2,300米的地区，常生长在草坡、冲刷沟边以及松林下，目前已由人工引种栽培。